# آرامگاه هفت امامزاده بیدگل
بقعه هفت امامزاده بیدگل مربوط به دوره قاجار است و در آران و بیدگل، محله سلمقان، نبش خیابان ۱۴ متری واقع شده و این اثر در تاریخ ۱۰ خرداد ۱۳۸۲ با شمارهٔ ثبت ۹۰۱۴ به‌عنوان یکی از آثار ملی ایران به ثبت رسیده است.